# Fritillaria liliacea
Fritillaria liliacea är en liljeväxtart som beskrevs av John Lindley. Fritillaria liliacea ingår i Klockliljesläktet och i familjen liljeväxter. Inga underarter finns listade.

## Bildgalleri

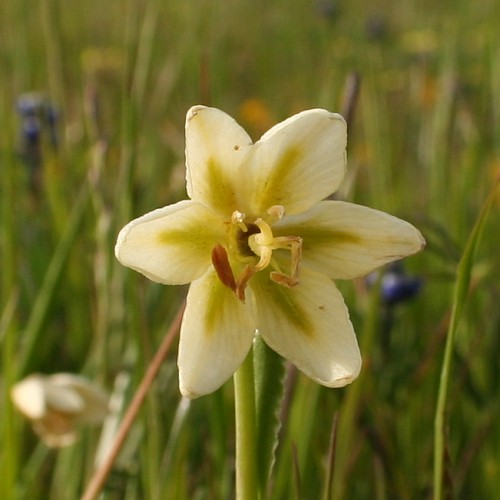